# Autres exorcismes à Capharnaüm
Les Autres exorcismes à Capharnaüm font partie des miracles attribués à Jésus-Christ. Ils sont cités dans trois Évangiles; et sont le symbole de la purification de nos péchés voulue par le Père.

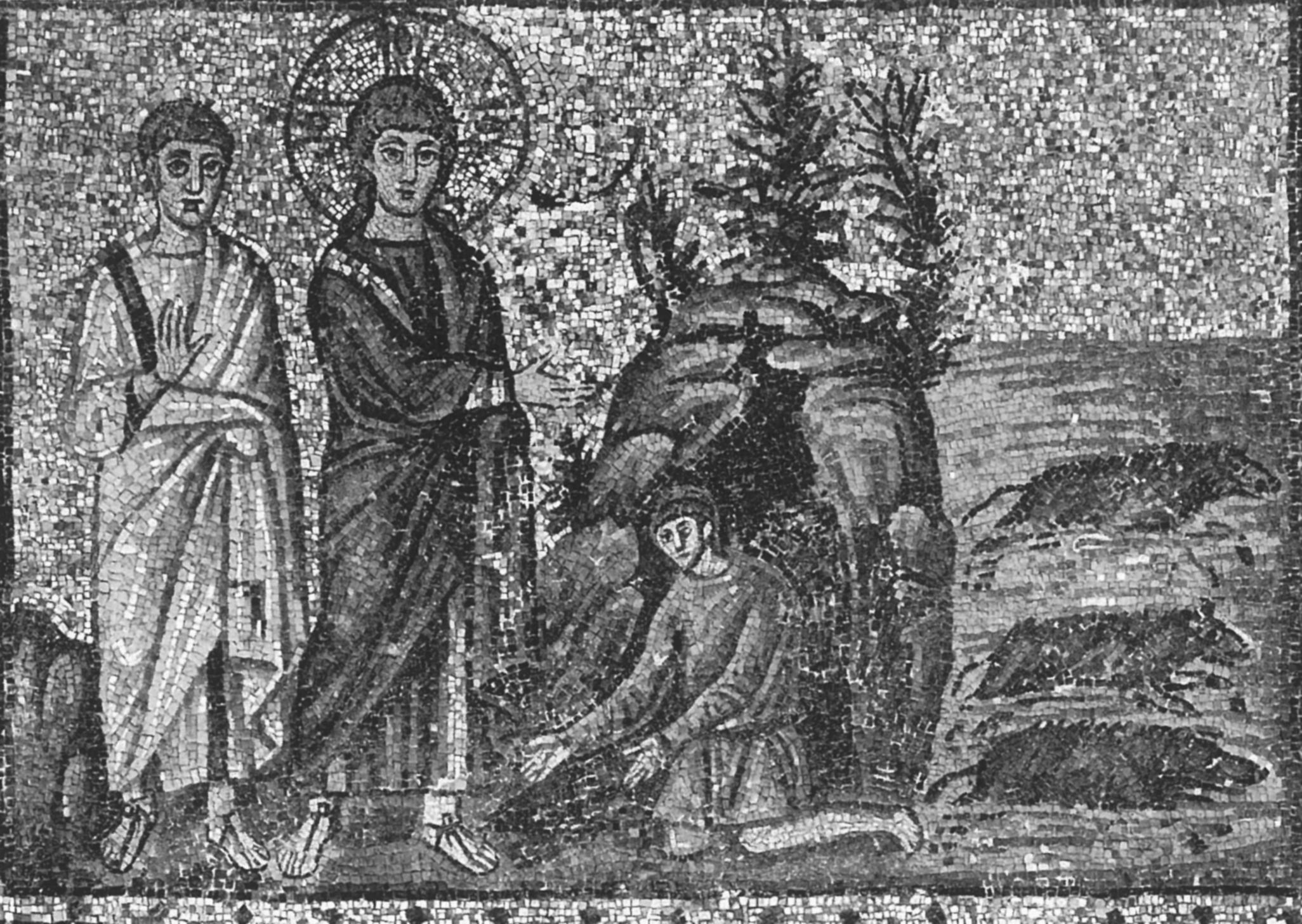
Mosaïque du Ve siècle du Christ exorcisant des démons, Basilique Saint-Apollinaire-le-Neuf, Ravenne, Italy.

## Texte
Évangile de Jésus-Christ selon saint Matthieu, chapitre 8, versets 16 et 17 :
« Le soir, on amena auprès de Jésus plusieurs démoniaques. Il chassa les esprits par sa parole, et il guérit tous les malades, afin que s'accomplît ce qui avait été annoncé par Ésaïe, le prophète : Il a pris nos infirmités, et il s'est chargé de nos maladies. »